# Саар, Бен
Бен Саа́р (ивр. בן שהר‎; 10 августа 1989, Холон, Израиль) — израильский футболист, нападающий клуба Маккаби (Петах-Тиква). В сезоне 2015/16 вместе с командой завоевал звание чемпиона Израиля.

## Клубная карьера
В свои 16 лет он играл уже второй год за лондонский «Челси». Под наблюдение скаутов «Челси» впервые он попал после игры молодёжной сборной Израиля до 16 лет в матче против Ирландии в 2004 году. До прихода в «Челси» получил польское гражданство (его мать Батья имеет польское происхождение), которое автоматически предоставило ему право играть в Великобритании, поскольку Польша часть ЕС.
Бен Саар перешёл в лондонский «Челси» в мае 2006 года из тель-авивского «Хапоэль» за 320 000 $. Первый свой матч за клуб он сыграл против «Маклсфилд Таун» в Кубке Англии 6 января 2007 года, заменив Саломона Калу на 76-й минуте. Четыре дня спустя Саар вышел на замену вместо Шона Райт-Филлипса на 60-й минуте в игре Кубка Футбольной лиги против «Уиком Уондерерс», закончившейся со счётом 1:1. Своё первое выступление в Премьер-лиге он совершил 13 января 2007 года, выйдя со скамейки запасных вместо Арьена Роббена на 82-й минуте в матче с «Уиганом». Позже в сезоне он ещё дважды выходил на поле против клубов «Манчестер Юнайтед» и «Эвертон».
4 июля 2011 года французский «Осер» взял в аренду Бен Саара. Первый матч за новый клуб он провёл 6 августа 2011 года, выйдя в стартовом составе против Монпелье.
19 июля 2012 года Бен Саар перешёл в клуб из Второй Бундеслиги «Герта» (Берлин). Дебют состоялся 16 сентября 2012 года, когда Бен Саар вышел на замену в матче против «Аалена».
В июле 2014 года Саар перешёл в нидерландский клуб «Виллем II» из Тилбурга.
С 8 июля 2015 года выступает за клуб «Хапоэль» (Беэр-Шева).

## Карьера в сборной
| # | Дата            | Стадион                         | Соперник   | Счёт | Итог | Соревнование             |
| - | --------------- | ------------------------------- | ---------- | ---- | ---- | ------------------------ |
| 1 | 28 марта 2007   | Рамат-Ган, Израиль              | Эстония    | 3-0  | 4-0  | Отборочные матчи ЧЕ-2008 |
| 2 | 28 марта 2007   | Рамат-Ган, Израиль              | Эстония    | 4-0  | 4-0  | Отборочные матчи ЧЕ-2008 |
| 3 | 6 сентября 2008 | Рамат-Ган, Израиль              | Швейцария  | 2-2  | 2-2  | Отборочные матчи ЧМ-2010 |
| 4 | 9 сентября 2009 | Рамат-Ган, Израиль              | Люксембург | 6-0  | 7-0  | Отборочные матчи ЧМ-2010 |
| 5 | 9 сентября 2009 | Рамат-Ган, Израиль              | Люксембург | 7-0  | 7-0  | Отборочные матчи ЧМ-2010 |
| 6 | 29 февраля 2012 | Ха-Мошава, Петах-Тиква, Израиль | Украина    | 2-3  | 2-3  | Товарищеский             |

## Личная жизнь
Как гражданин Израиля, Саар обязан был пройти трёхлетнюю службу в армии Израиля. В 2010 году израильские юристы предприняли попытку помочь Саару избежать военной службы, внеся на рассмотрение в Кнессет специальный закон, по которому прохождение аналогичной гражданской службы в стране ЕС приравнивалось бы к военной службе в Израиле (этот закон так и был назван — «Закон Бен Саара»). Однако закон так и не был принят, вследствие чего Саар был призван в армию Израиля.
4 ноября 2010 года Саар после совещания с религиозными деятелями, решил поменять написание своей фамилии на иврите, и поменял первую букву самех (ס) на шин (ש). На произношение это никак не влияет, так как шин в данном случае произносится «с» (син).

## Достижения
- Чемпион Израиля (1): 2015/16